# Alternierende Hemiplegie des Kindesalters
Alternierende Hemiplegie des Kindesalters ist eine seltene neurologische Störung, die nach den kurzzeitigen Anfällen von Hemiplegie (Halbseitenschwäche oder Lähmung) benannt ist, unter denen die Betroffenen leiden. In der Regel tritt sie vor dem 18. Lebensmonat auf. Diese Anfälle können von leichter Schwäche bis hin zur vollständigen Lähmung einer oder beider Körperhälften reichen und variieren stark in ihrer Dauer. Neben der Hemiplegie treten häufig weiter neurologische und entwicklungsbezogene Beeinträchtigungen, deren Ursachen bislang nicht vollständig verstanden sind. Typischerweise verschwinden die Symptome im Schlaf, aber sie kehren nach dem Aufwachen zurück.
Am häufigsten wird AHC durch eine spontane Mutation im ATP1A3-Gen verursacht. Es handelt sich um eine extrem seltene Störung – etwa eine von einer Million Menschen ist betroffen. Sie wurde erst Jahr 1971 erstmals beschrieben und klassifiziert.

## Symptome
Außer Hemiplegie-Anfällen weisen Patientinnen eine Vielzahl weiterer Symptome auf, die sich weiter in paroxysmale und unparoxysmale Symptome unterteilen lassen.

### Hemiplegie-Anfälle
Hemiplegie-Anfälle sind nicht zwangsläufig das erste Symptom von AHC, jedoch sind sie das sichtbarste, und jenes, nach dem die Störung benannt wurde. Solche Anfälle können eine Körperseite oder beide Seiten betreffen und werden dementsprechend als einseitige oder beidseitige Anfälle bezeichnet. Eine der einzigartigen Eigenschaften der AHC ist, dass sowohl Anfälle als auch andere Symptome im Schlaf aufhören. Bei schwereren Anfällen können die Symptome jedoch nach dem Aufwachen erneut auftreten.
Die Anfälle können plötzlich oder allmählich einsetzen, und die Schwere kann im Verlauf variieren. In seltenen Fallen wechseln sie während eines Anfalls von einer Korperseite zur anderen.
Die Dauer dieser Anfälle variiert stark. Sie kann von wenigen Minuten bis zu mehreren Wochen reichen. In der Regel zeigt sich diese Variabilität eher zwischen verschiedenen Patienten als bei einer Person selbst.
Hemiplegie-Anfälle sind häufig mit Dysphagie, Dysarthrie und Atemwegsproblemen verbunden. Die Lähmungen werden oft von Hautverfärbungen und Temperaturveränderungen, Schwitzen, Zittern, Schreien und dem Ausdruck von Schmerz begleitet. Hemiplegie-Anfälle treten unregelmäßig auf und gehen häufig mit Sprach-, Ess- und Schluckstörungen einher. Aufgrund dieser Begleitsymptome sind viele AHC-Patienten untergewichtig.
Das durchschnittliche Alter für den ersten Anfall liegt zwischen sechs und sieben Monaten, und diese frühe Manifestation erklärt den irreführenden Namenszusatz „der Kindheit“. AHC ist jedoch keine ausschließlich kindliche Erkrankung. In einigen Fällen lassen die Anfälle nach den ersten zehn Lebensjahren in ihrer Schwere nach, verschwinden aber nie vollständig.

### Paroxysmale Symptome
Zu diesen Symptomen zählen:
- Tonische, tonisch-klonische oder myoklonische Bewegungen der Gliedmaßen[8]
- Dystonische Haltungen
- Choreoathetose
- Okulärer Nystagmus

sowie diverse andere okulomotorische Auffälligkeiten.
Fast die Hälfte aller Betroffenen zeigt dystonische Symptome bereits vor dem Auftreten von Hemiplegie, meist vor dem achten Lebensmonat. Okulomotorische Anomalien treten besonders früh auf und zählen zu den häufigsten Frühzeichen von AHC – insbesondere Augenzittern.
Etwa ein Drittel der Betroffenen weist bereits ein bis zwei Tage nach der Geburt episodische okulomotorische Auffälligkeiten auf. Viele erleben auch Hemiplegie und Dystonie bereits vor dem dritten Lebensmonat.
Ein weiteres mögliches Symptom sind temporäre Verhaltensänderungen: Manche Patienten zeigen dabei unangemessenes, forderndes oder sogar aggressives Verhalten.
Nicht alle Patientinnen leiden unter denselben Symptomen, und es ist unklar, ob bestimmte Erscheinungen direkt durch AHC verursacht werden. Die Symptome manifestieren sich meist in den ersten drei Lebensmonaten, mit einem durchschnittlichen Erkrankungsbeginn bei etwa 2,5 Monaten. Häufig treten sie bereits im Neugeborenenalter auf. Diese paroxysmalen Symptome sind besonders relevant für die Diagnostik, da es keine einfache Untersuchung zur Feststellung von AHC gibt.
In einigen Fällen zeigen sich während paroxysmaler Episoden im EEG generalisierte Verlangsamungen. Im Allgemeinen liefern jedoch EEGs sowie andere bildgebende Verfahren wie Gehirn-MRTs und angiographische MRTs normale Befunde.

### Unparoxysmale Symptome
Langfristig treten bei AHC viele paroxysmale Symptome auf. Obwohl die Intensität dieser Symptome je nach Person variiert, gehören sie zu den konstanten Merkmalen der Erkrankung. Es wird angenommen, dass manche Symptome durch Hemiplegie ausgelöst oder verstärkt werden, jedoch ist diese Annahme nicht abschließend gesichert.
Patientinnen leiden unter anhaltenden motorischen und kognitiven Beeinträchtigungen sowie an Ataxie. Diese Defizite werden mit der Zeit deutlicher sichtbar und beinhalten Entwicklungsverzögerungen, Kommunikationsschwierigkeiten und geistige Behinderung.
Es ist selten, dass AHC-Patientinnen keinerlei Beeinträchtigungen aufweisen, aber eine Studie aus Japan beschrieb zwei Fälle ohne Anzeichen einer geistigen Retardierung.
Ob AHC eine fortschreitende Krankheit ist, ist bislang ungeklärt. Dennoch treten bei vielen Betroffenen schwere Anfälle auf. 100 Prozent der in den USA untersuchten Kinder wiesen Entwicklungsverzögerungen auf, in der Regel im milden bis moderaten Bereich, jedoch mit starker individueller Varianz.

### Epilepsie
Mindestens 50 Prozent der Betroffenen leiden zudem an Epilepsie, weshalb AHC oft fälschlicherweise als Epilepsie diagnostiziert wird. Diese epileptischen Anfälle lassen sich von anderen AHC-Episoden anhand einer Bewusstseinsveränderung sowie häufig auftretenden tonisch-klonischen Krampfanfällen unterscheiden.
Die Anfälle sind in der Regel selten, aber ihre Häufigkeit nimmt mit zunehmendem Alter zu. Aufgrund der Seltenheit solcher Episoden liegen nur wenige EEG-Bestätigungen vor.

## Ursache
Neuste Forschungsergebnisse legen nahe, dass AHC durch eine spontane Mutation im ATP1A3-Gen auf Chromosom 19 verursacht wird, das für ein Protein codiert. In Einzelfällen scheint auch eine Mutation im ATP1A2-Gen verantwortlich zu sein. Ist die Mutation erblich, folgt sie einem autosomal-dominanten Vererbungsmuster.
Früher wurde AHC als eine Form der komplizierten Migräne angesehen, da bei vielen Betroffenen familiäre Migräneerkrankungen vorkommen. Auch wurde AHC zeitweise als Bewegungsstörung oder als spezielle Form der Epilepsie klassifiziert. Als mögliche Ursachen gelten unter anderem eine Kanalopathie, mitochondriale Dysfunktion und zerebrovaskuläre Störungen. Die mit AHC eng verwandte Erkrankung ist die familiäre hemiplegische Migrane, die durch eine Mutation in einem Kalziumkanal-Gen ausgelöst wird. Daher wird vermutet, dass auch AHC durch eine ähnliche Kanalopathie verursacht sein könnte.

## Diagnostik
Bis 1993 wurden nur etwa 30 Menschen mit AHC in der wissenschaftlichen Literatur beschrieben. Aufgrund der Seltenheit und Komplexität der Erkrankung kommt es häufig zu Fehldiagnosen oder zu verspäteten Diagnosen, oft Monate nach Auftreten der ersten Symptome.
Das durchschnittliche Alter bei Diagnosestellung liegt etwas über 36 Monaten. Die Diagnose gestaltet sich nicht nur aufgrund der Seltenheit schwierig, sondern auch wegen fehlender spezifischer Tests, es handelt sich um eine sogenannte Ausschlussdiagnose.
Zwar existieren international anerkannte Kriterien zur Definition von AHC, doch müssen zunächst ähnliche Krankheiten, wie z. B. HSV-Enzephalitis, ausgeschlossen werden. Diese Schwierigkeiten führen dazu, dass die tatsächliche Häufigkeit der Erkrankung womöglich unterschätzt wird.
Zu den gängigen Diagnosekriterien zählen:
- Krankheitsbeginn vor dem 18. Lebensmonat,
- Anfälle halbseitiger Lähmungen, die sich auch auf beide Körperhälften ausweiten können und
- Autonome Symptome wie unwillkürliche Augenbewegungen (z. B. monokulärer Nystagmus), Blickabweichungen, Choreoathetose und anhaltende Muskelanspannungen (Dystonie).[4][6]

Zudem entwickeln die Betroffenen häufig geistige Behinderungen, Entwicklungsverzögerungen und weitere neurologische Symptome.
1993 wurden die Diagnosekriterien erweitert, um die Tatsache zu berücksichtigen, dass sämtliche Symptome während des Schlafs verschwinden. Auch bilaterale Hemiplegie-Episoden mit Seitenwechsel wurden aufgenommen. 9 In jüngerer Zeit wurden zusätzliche Screening-Kriterien vorgeschlagen, um die Diagnose zu beschleunigen. Dazu gehören paroxysmale fokale oder einseitige Dystonien innerhalb der ersten sechs Lebensmonate, sowie schlaffe Hemiplegie, die entweder gleichzeitig oder unabhängig davon auftreten kann.
Auch okuläre paroxysmale Bewegungsstörungen sollten berücksichtigt werden, sowohl binokulare als auch monokulare, insbesondere, wenn sie in den ersten drei Lebensmonaten beobachtet werden.

## Behandlungen
Die Prognose bei AHC ist in der Regel ungünstig. Die vielfältigen diagnostischen und therapeutischen Herausforderungen tragen maßgeblich dazu bei. Langfristig ist AHC stark beeinträchtigend – sowohl aufgrund der wiederkehrenden Anfälle als auch durch bleibende neurologische Schäden. Diese umfassen kognitive Beeinträchtigungen, Verhaltens- und psychische Störungen sowie diverse motorische Einschränkungen.
Es gibt bisher keine eindeutigen Belege dafür, dass AHC tödlich verläuft oder die Lebenserwartung signifikant verkürzt. Doch die relativ kürzliche Entdeckung der Krankheit bedeutet, dass belastbare Langzeitdaten fehlen.
Eine Heilung für AHC existiert derzeit nicht, und die Behandlungserfolge sind begrenzt. Es stehen aber mehrere Medikamente und Managementstrategien zur Verfügung, die auf die Vorbeugung und Handhabung von Anfällen abzielen.

### Managementstrategien
Hemiplegie-Attacken können durch bestimmte Auslöser ausgelöst werden, weshalb das Krankheitsmanagement sich auf deren Vermeidung konzentriert.
Obwohl individuelle Auslöser stark variieren, gibt es mehrere häufige:
- Temperaturwechsel
- Wasserkontakt
- Grelles Licht
- Bestimmte Nahrungsmittel
- Seelischer Stress
- Körperliche Anstrengung.

Auch wenn das Vermeiden dieser Auslöser in vielen Fällen wirksam sein kann, lassen sich nicht alle Anfälle dadurch verhindern, viele treten spontan auf. Da Anfälle und andere Symptome im Schlaf aufhören, können Beruhigungsmittel zur Einleitung des Schlafs eingesetzt werden.

### Flunarizin
Das am häufigsten verwendetes Medikament ist Flunarizin. Dieser Arzneistoff wirkt als Calciumkanalblocker (CCB). Flunarizin wird verschrieben, um die Häufigkeit und Schwere der AHC-Anfälle zu reduzieren, auch wenn es nur selten alle Anfälle vollständig verhindern kann. Es kann dazu beitragen, sowohl die geistigen als auch körperlichen Beeinträchtigungen zu lindern.
Fachleute sind sich über die Wirksamkeit von Flunarizin uneinig. Manche Studien halten es für sehr wirksam bei der Reduktion der Dauer, Intensität und Häufigkeit von Hemiplegie-Anfällen. Im Allgemeinen wird es als das derzeit beste verfügbare Behandlung angesehen, auch wenn manche Betroffene keine Besserung verspüren. Viele Patientinnen berichten aber über Nebenwirkungen, ohne eine nennenswerte Verbesserung zu erleben.

### Natriumoxybat
Zwischen 2009 und 2011 untersuchte ein klinisches Forschungsteam an der Universität von Utah, ob Natriumoxybat (auch bekannt als Gamma-Hydroxybuttersäure oder GHB) eine wirksame Behandlungsmöglichkeit für AHC wäre. Bislang wurde nur eine geringe Anzahl an Patientinnen untersucht, und es liegen noch keine eindeutigen Ergebnisse vor.
Bei einigen Personen wurden positive Wirkungen beobachtet, doch ist es typisch für AHC-Patientinnen, anfangs gut auf neue Medikamente zu reagieren, wobei die Wirkung im Laufe der Zeit nachlässt. Derzeit wird Natriumoxybat vorrangig zur Behandlung von Narkolepsie mit Kataplexie eingesetzt, obwohl es früher umstritten war, als es als Bestandteil von Nahrungsergänzungsmitteln verwendet wurde. Die Wahl dieses Medikaments zur Erprobung bei AHC beruht auf der vermuteten Verbindung zwischen den zugrunde liegenden Mechanismen von Narkolepsie-Kataplexie und AHC.